# ゾットルム
ゾットルム (ドイツ語: Sottrum) は、ドイツ連邦共和国ニーダーザクセン州のローテンブルク（ヴュンメ）郡に属す町村（以下、本項では便宜上「町」と記述する）で、ザムトゲマインデ・ゾットルムを構成する町村の一つである。

## 地理
ゾットルムは海抜20mに位置する、ザムトゲマインデ・ゾットルムの本部所在地である。この町は南北約2km、東西約1.5kmの広がりを持つ。ブレーメンから約25km、郡庁所在地のローテンブルク (ヴュンメ)から約10kmの距離にある。町の環境は、荒れ地、森、およびヴュンメ川やヴィーステ川の低地で形成されている。

### 自治体の構成
この町は3つの集落からなる。首邑であるゾットルムを核に、西2.5kmに位置するシュトゥッケンボルステル、南西4.5kmに位置するエーファーリングハウゼンである。シュトゥッケンボルステルとエーファーリングハウゼンは市町村再編時の1974年3月1日にゾットルムに合併した。

### 隣接する市町村
| レースム (2.5km)         | クリューファースボルステル (1.5km) |                      |
| オッタースベルク (5.5km) |                                    | ハッセンドルフ (3km) |
| ドーデンベルク (5km)     | ヘルヴェーゲ (5km)                 |                      |

## 歴史
ゾットルムの最も古い記録は1205年のものである。フェルデン司教座聖堂参事会の助祭長所在地「Suthrem」として記録されている。調査の結果、この集落には800年頃から定住者があったことが判明している。ナポレオンのロシア遠征の際には、ルイ＝ニコラ・ダヴーら最高級司令官の宿舎となった。

### ザムトゲマインデの成立
増え続ける一方の行政に対する要求から1950年代にはすでに行政改革に対する圧力が高まっていた。州の教育計画に従って公立学校の学区割りが新たに適用されることとなり、最終的には1969年にベターゼン、クリューファースボルステル、エーファーリングハウゼン、ハッセンドルフ、ヘルヴェーゲ、ヘパーヘーフェン、レースム、シュレーセル、ゾットルム、シュターペル、シュトゥッケンボルステル、ターケン、ヴィンケルドルフがザムトゲマインデ・ゾットルムを形成した。ザムトゲマインデ・ゾットルムの最初の条例は1969年6月30日に発効した。
1970年12月29日にホルシュテットがザムトゲマインデへの加盟を発表した。1974年3月1日に発効したローテンブルク (ヴュンメ) 地域の市町村新設法によりアハウゼンとエーファーゼンもこのザムトゲマインデに参加した。すでに成立していたザムトゲマインデ・ゾットルムは、この時点で新たな権利を獲得した。
この頃、アハウゼンとエーファーゼンからアハウゼン、ベターゼンとヘパーヘーフェンからベターゼン、ホルシュテットとシュターペルおよびヴィンケルドルフからホルシュテット、クリューファースボルステル、レースム、シュレーセル、ターケンからレースム、エーファーリングハウゼン、ゾットルム、シュトゥッケンボルステルからゾットルムが、それぞれ合併によって成立した。これら7町村は1974年3月1日から現在の形のザムトゲマインデ・ゾットルムを形成している。

## 行政
この町の議会は17議席からなる。

### 紋章
赤地。右上（向かって左上）角に銀地に黒いナーゲル十字（下端が尖った十字）。金の馬具と金の蹄を持つ銀の馬に乗った、金の鎧をつけた聖ゲオルクが金の槍で緑の竜を突き刺している。ザムトゲマインデ・ゾットルムは、1970年にゾットルムの町章をザムトゲマインデの紋章として転用する許可を得た。

### 姉妹都市
- ソーヴテール・ド・ギュイエンヌ（フランス、ジロンド県）

## 経済と社会資本

### 交通
連邦道B75号線がゾットルムを通り、約2km離れた地点でアウトバーンA1号線のシュトゥッケンボルステル・インターチェンジに接続している。また、ヴァンネ＝アイケル - ハンブルク線のローテンブルク (ヴュンメ) - ブレーメン間を結ぶ列車が発着する駅がある。

### 教育
- アイヒカンプ基礎課程学校
- 南部学校センター: モルゲンシュテルン基礎課程学校とミッテルシュトゥーフェンギムナジウム（ギムナジウムの中級3学年）がある。2009年から2010年の学年からオーバーシュトゥーフェンギムナジウム（上級3学年）が増設された。
- シューレ・アン・デア・ヴィーステ: 本課程学校と実科学校

### 社会施設
最寄りの病院は、ローテンブルク（ヴュンメ）ディアコニー病院、アヒムのアラー＝ヴェーザー病院およびブレーメン市内の複数の病院である。

## 文化と見所

### 演劇
TVゾットルムのアマチュア劇団は1946年に設立された。毎年11月の初めに5回の公演を行っている。

### レクリエーション施設とスポーツ施設
- 屋外プール、アム・ブレンヴォルト
- 多目的ホール、アム・ブレンヴォルト

### 年中行事
- 10月第1週末のオールディー・ナイト

## 引用
1. ↑  Landesamt für Statistik Niedersachsen, LSN-Online Regionaldatenbank, Tabelle A100001G: Fortschreibung des Bevölkerungsstandes, Stand 31. Dezember 2023
2. ↑  ザムトゲマインデ・ゾットルム — 歴史